# Millettia grandis
Millettia grandis là một loài thực vật có hoa trong họ Đậu. Loài này được (E.Mey.) Skeels miêu tả khoa học đầu tiên.

## Hình ảnh

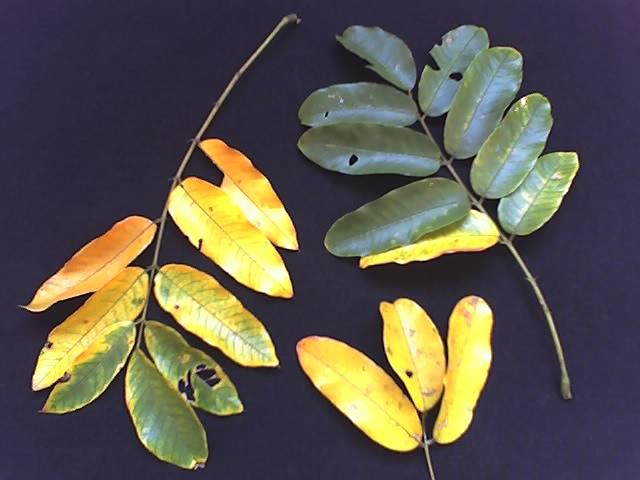
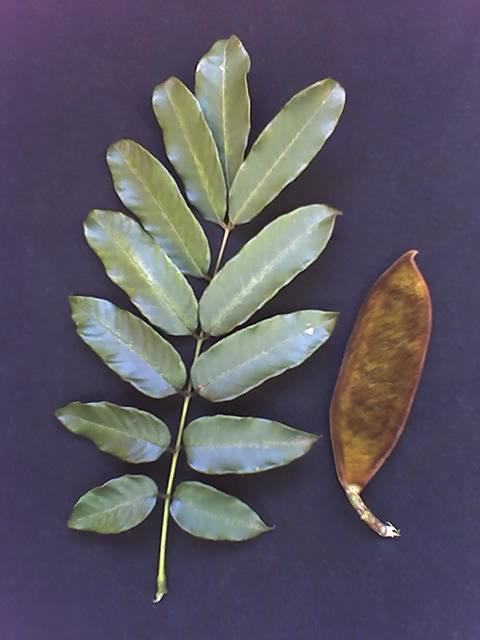
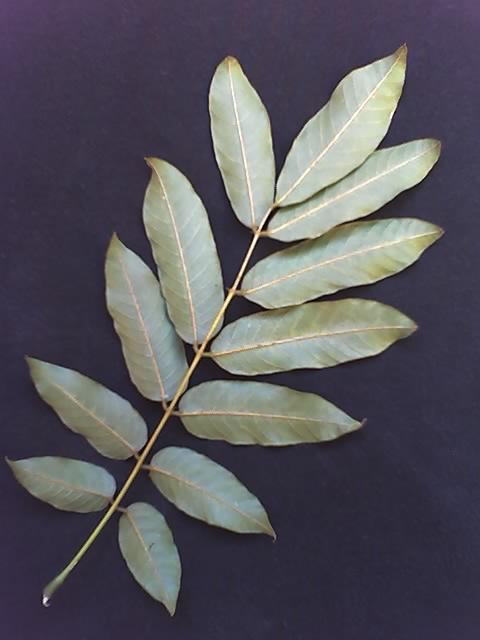
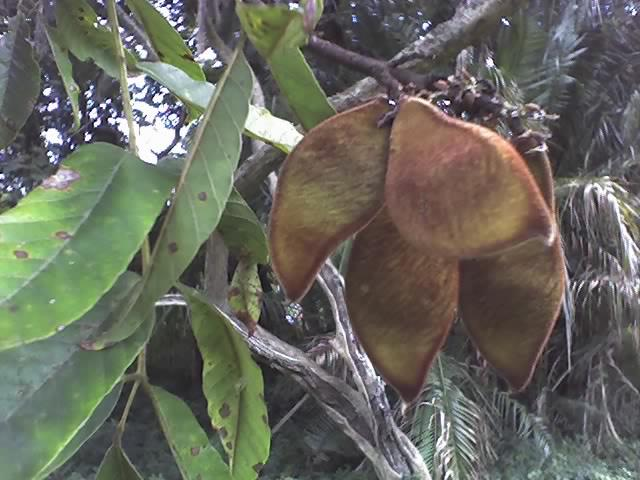